# Notommata brachyota
Notommata brachyota är en hjuldjursart som beskrevs av Ehrenberg 1832. Notommata brachyota ingår i släktet Notommata och familjen Notommatidae. Inga underarter finns listade i Catalogue of Life.